# کوپلاند (کانزاس)
کوپلاند (به انگلیسی: Copeland) شهری در ایالت کانزاس کشور ایالات متحده آمریکا است که جمعیت آن در سرشماری سال ۲۰۱۰ میلادی، ۳۱۰ نفر بوده‌است.